# سايوري ياماغوتشي
سايوري ياماغوتشي (山口 小百合) (25 يوليو 1966 في شيزوكا في اليابان – )؛ هي لاعبة كرة قدم كانت تلعب كمدافع. ولعبت مع منتخب اليابان لكرة القدم للسيدات.

## وصلات خارجية
- سايوري ياماغوتشي على موقع الاتحاد الدولي (مؤرشف)  (الإنجليزية)
- سايوري ياماغوتشي على موقع Soccerway.com (الإنجليزية)
- سايوري ياماغوتشي على موقع عالم كرة القدم.نت (الإنجليزية)